# Saeko Himuro
Saeko Himuro (氷室 冴子, Himuro Saeko) (née le 11 janvier 1957, morte le 6 juin 2008) est une romancière, essayiste et dramaturge japonaise née à Iwamizawa, préfecture de Hokkaidō. Durant les années 1980 et 1990, elle est un des auteurs les plus populaires des éditions Shūeisha Cobalt Bunko. Elle est surtout connue hors du Japon pour son roman Je peux entendre l'océan, adapté au cinéma par le Studio Ghibli. Elle meurt d'un cancer des poumons.

## Œuvres

### Romans
Sauf indication contraire, tous les titres sont publiés aux éditions Shueisha.
Années 1970
- Shiroi Shōjotachi (白い少女たち?) (1978)
- Sayonara Arurukan (さようならアルルカン?) (1979)

Années 1980
- Clara Hakusho (クララ白書?) (1980)
- Clara Hakusho 2e partie (クララ白書ぱーとII, Kurara Hakusho Pāto Tsū?) (1980)
- Koisuru Onnatachi (恋する女たち?) (1981)
- Agnes Hakusho (アグネス白書, Agunesu Hakusho?) (1981)
- Agnes Hakusho 2e partie (アグネス白書ぱーとII, Agunesu Hakusho Pāto Tsū?) (1981)
- Zakkyo Jidai (雑居時代?) (1982)
- The Change! (ざ・ちぇんじ!, Za Chenji!?) (1983)

The Change! adaptation en quatre volumes du Torikaebaya monogatari, conte de l'époque de Heian.
- Cinderella Meikyū (シンデレラ迷宮, Shinderera Meikyū?) (1983)
- Shōjo Shōsetsu Ka wa Shinanai! (少女小説家は死なない！?) (1983)
- Cinderella Mystery (シンデレラ　ミステリー, Shinderera Misuterī?) (1984)
- Le garçon de Nagisa (なぎさボーイ, Nagisa Bōi?) (1984)
- Nante Suteki ni Japanesque (なんて素敵にジャパネスク, Nante Suteki ni Japanesuku?) (1984)
- Warabigaoka Monogatari (蕨ヶ丘物語?) (1984)
- Nante Suteki ni Japanesque 2 (なんて素敵にジャパネスク2, Nante Suteki ni Japanesuku Tsū?) (1985)
- Japanesque Encore! (ジャパネスク・アンコール!, Japanesuku Ankōru!?) (1985)
- La fille de Taeko (多恵子ガール, Taeko Gāru?) (1985)
- Shoku Japanesque Encore! (続ジャパネスク・アンコール!, Shoku Japanesuku Ankōru!?) (1986)
- Yamato Takeru (ヤマトタケル?) (1986)
- Nante Suteki ni Japanesque 3 Hitozuma Hen (なんて素敵にジャパネスク3人妻編?) (1988)
- Kitazato Madonna (北里マドンナ?) (1988)
- Fuyu no Dean, Natsu no Natalie 1 (冬のディーン 夏のナタリー1, Fuyu no Dīn Natsu no Natarī Wan?) (1988)
- Nante Suteki ni Japanesque 4 Furin Hen (なんて素敵にジャパネスク4不倫編?) (1989)
- Fuyu no Dean, Natsu no Natalie 2 (冬のディーン 夏のナタリー2, Fuyu no Dīn Natsu no Natarī Tsū?) (1989)
- À la recherche de sœur Anne (レディ・アンをさがして, Redi An o Sagashite?) (1989, Kadokawa Shoten)
- Ao no Meikyū;Jō (碧(あお)の迷宮 上?) (1989, Kadokawa Shoten)

Années 1990
- Nante Suteki ni Japanesque 5 Inbō Hen (なんて素敵にジャパネスク5陰謀編?) (1990)
- Nante Suteki ni Japanesque 6 Kōkyū Hen (なんて素敵にジャパネスク6後宮編?) (1990)
- Nante Suteki ni Japanesque 7 Gyakushū Hen (なんて素敵にジャパネスク7逆襲編?) (1991)
- Nante Suteki ni Japanesque 8 Enjō Hen (なんて素敵にジャパネスク8炎上編?) (1991)
- Imōto Monogatari (いもうと物語?) (1991, Shinchosha Nochi Bunko)
- Turn—Sanbanme ni Suki (ターン―三番目に好き?) (1991, Shueisha Nochi Bunko)
- Gin no Umi, Kin no Daichi (銀の海 金の大地?) vol.1-11 (1992–1996)
- Fuyu no Dean, Natsu no Natalie 3 (冬のディーン 夏のナタリー3, Fuyu no Dīn Natsu no Natarī Surī?) (1993)
- Je peux entendre l'océan (海がきこえる, Umi ga Kikoeru?) (1993)
- Je peux entendre l'océan II : Parce qu'il y a de l'amour (海がきこえるⅡ～アイがあるから～, Umi ga Kikoeru Tsū: Ai ga Aru kara?) (1995)

### Essais
- Saeko no Tokyo Monogatari (冴子の東京物語?) (1987, Nochi Bunko)
- Playback e Yōkoso (プレイバックへようこそ, Pureibakku e Yōkoso?) (1989, Nochi Bunko)
- Playback e Yōkoso 2 (プレイバックへようこそ2, Pureibakku e Yōkoso Tsū?) (1990, Nochi Bunko)
- Girlfriends: Saeko Special (ガールフレンズ－冴子スペシャル, Gārufurenzu—Saeko Supesharu?) (1990, Shueisha Cobalt)
- My Dear: Shin'ainaru Monogatari (マイ・ディア―親愛なる物語, Mai Dia: Shin'ainaru Monogatari?) (1990, Kadokawa Shoten)
- Ippashi no Onna (いっぱしの女?) (1992, Nochi Bunko)
- Saeko no Haha Kogusa (冴子の母娘草?) (1993, Nochi Bunko)
- Hon no Shiawase (ホンの幸せ?) (1995, Nochi Bunko)

### Traduction
- Ochikubo Monogatari (1993, Kodansha)

### Collaboration
- Boku ga Suki na Hito e (1993, avec Katsuya Kondō, basé sur Je peux entendre l'océan

### Théâtre
- À la recherche de sœur Anne

### Dramatiques télévisées
- Nante Suteki ni Japanesque (avec Yasuko Tomita)
- Je peux entendre l'océan II : Parce qu'il y a de l'amour (1995, avec Shinji Takeda et Hitomi Satō)

### Dramatique radio
- Nante Suteki ni Japanesque (NHK-FM, avec Satomi Kobayashi)

### Films
- Clara Hakusho (1985, avec Shōjotai)
- Koisuru Onnatachi (1986, avec Yuki Saitō)

### Dessin animé
- Je peux entendre l'océan (1993, Studio Ghibli)

### Manga
Ces manga sont écrits par Himuro elle-même à moins qu'elle ne soit à l'origine de l'idée première.
- Rasen Kaidan o Nobotte (螺旋階段をのぼって?) (Shogakukan, dessiné par Yumi Kagawa)
- Rising! (ライジング!?) (Shogakukan, dessiné Kazuko Fujita (en))
- Love Quartet (ラブ・カルテット, Rabu Karutetto?) (Shueisha, dessiné par Hiromi Tanigawa)

### Adaptation en manga
- Clara Hakusho (Shogakukan, Noa Misaki)
- Agnes Hakusho (Shogakukan, Noa Misaki)
- Nante Suteki ni Japanesque (Hakusensha, Naomi Yamauchi)
- Zakkyo Jidai (Hakusensha, Naomi Yamauchi)
- Warabigaoka Monogatari (Hakusensha, Naomi Yamauchi)
- The Change! (Hakusensha, Naomi Yamauchi)
- Shōjo Shōsetsu Ie wa Shinanai! (Hakusensha, Miyuki Nishizawa)
- Koisuru Onnatachi (Shueisha, Miyoko Nanbu)

### Livre illustré
- Le mystère de Cendrillon (Tokuma Shoten, artiste : Mutsumi Inomata)

### Dramatiques
- À la recherche de sœur Anne
  - OSK Nippon Kagekidan produit la pièce en 1996. Michiru Kō créé la pièce au théâtre Kintetsu.
  - Ralph Becker: Michiru Kō
  - Lady Anne: Mebae Kojō
- The Change!
  - Théâtre Echo produit la pièce du 12 au 21 novembre 2000 au Shinjuku Minamiguchi Kinokuniya Southern Theatre.
    - Produit par Haruhiko Jō (en)
    - Script de Michihiro Ōtani
    - Produit par Kaori Ōra
- le mystère de Cendrillon
  - Produit par le Théâtre Company Caramelbox en 1994 au Tokyo Geijutsu Geijō Little Hall et Shinbashi Yakult Hall.
  - Produit par Ryūnosuke Kuse
  - Script de Yutaka Narui

## Source de la traduction
- (en) Cet article est partiellement ou en totalité issu de l’article de Wikipédia en anglais intitulé « Saeko Himuro » (voir la liste des auteurs).